# Парагиппусы
Парагиппусы (лат. Parahippus, буквально — около лошади) — вымерший подрод рода анхитериев или самостоятельный род из семейства лошадиных, сходный с миогиппусами, но несколько больший по размерам, около 1 м в холке.
Около 20 млн лет назад, в миоцене, природная среда претерпела значительные изменения, сократилась площадь лесов и болот, появились обширные равнины. Считается, что эти события привели к появлению предков современной лошади.

## Описание
Парагиппусы были больше, чем миогиппусы, с длинными ногами и удлинённой мордой. Кости ног были слиты, на всех четырёх ногах было по три пальца с небольшим редуцированным четвёртым пальцем на передних ногах. Основная опора приходилась на средний палец.